# 气旋能量指数
氣旋能量指數（英語：Accumulated cyclone energy，簡稱ACE）是美國國家海洋暨大氣總署使用的測量工具，用以表示個別熱帶氣旋及整個熱帶氣旋季節的活動，尤其使用於北大西洋的颶風季。此工具採用一個熱帶氣旋系統，在其整個生命週期當中的能量近似值，並於每六小時計算一次。一季的氣旋能量指數，指的是每個熱帶氣旋的氣旋能量指數總和，並考慮到整個熱帶氣旋季節中的熱帶氣旋總數、所有熱帶氣旋的強度以及持續時間。

## 計算
一季的氣旋能量指數的計算方式，是將每6小時間隔中，熱帶氣旋的預估最強持續風速（為35節（65每小時）或更高）進行平方，然後加總。如果一季當中的任何一個熱帶氣旋橫跨了兩季，則這個熱帶氣旋的氣旋能量指數會歸入到前一季。這個數字通常是以10,000為單位，以利管理。氣旋能量指數的單位為104 kn2，並且被假定作為這個單位的指數。因此：
{\displaystyle {\text{ACE}}=10^{-4}\sum v_{\max }^{2}}
其中vmax代表的是估計持續風速，以節為單位。
動能與速度的平方成正比，並且將一定時間間隔的能量加總，就能夠找到累積的能量。隨著熱帶氣旋的存在時間增加，更大的數值就會被加總，該指數也會隨之增加，並且也可能因為有多個短時間卻威力更強的熱帶氣旋，而使得指數增加。雖然氣旋能量指數與系統中的能量成比例關係，但是該指數並不能直接計算能量（必須加入移動空氣的質量與氣旋大小，才能表示一個真正的氣旋能量）。
與該指數相關的工具為颶風破壞潛力（hurricane destruction potential，簡稱HDP），這是一種氣旋能量指數，但只限於氣旋系統為颶風時。

## 外部連結
- NOAA ACE by year from 1851 （页面存档备份，存于）
- National Climatic Data Center — Atlantic Basin 2004 Accumulated Cyclone Energy (ACE) Index （页面存档备份，存于）
- National Climatic Data Center — Atlantic Basin 2005 Accumulated Cyclone Energy (ACE) Index （页面存档备份，存于）
- 2004 Pacific NW Typhoon Season ACE pdf
- Global Tropical Cyclone Best Track Database
- Hurricane Metrics